# Witbank
Witbank este un oraș din Africa de Sud.